# Ctenus javanus
Ctenus javanus là một loài nhện trong họ Ctenidae.
Loài này thuộc chi Ctenus. Ctenus javanus được Mary Agard Pocock miêu tả năm 1897.